# Archipolypoda
Archipolypoda – nadrząd wymarłych wijów z gromady dwuparców i podgromady Chilognatha. 
Ich skamieniałości pochodzą z syluru, dewonu i karbonu a znajdowane są na terenie Ameryki Północnej i Europy. Należy tu najstarszy znany dwuparzec: Cowiedesmus eroticopodus z przełomu wenloku i ludlowu oraz najstarsze zwierzę, o którym wiadomo, że oddychało powietrzem atmosferycznym – mający przetchlinki Pneumodesmus newmani, pochodzący z późnego syluru.
Charakterystyczną cechą tułowia tych wijów była obecność na każdym diplosegmencie pary sternitów, które miały po parze przyśrodkowych otworków. Otworki ta zakrywała para walw, a pod nimi znajdowały się prawdopodobnie wywracalne woreczki. Tergity i pleuryty diplosegmentów były zlane w diplopleurotergity, a ich metazonity wyposażone mogły być w kolce, guzki lub paranota. W przeciwieństwie do innych Helminthomorpha zmodyfikowane odnóża samców znajdowały się u Archipolypoda na ósmym, a nie na siódmym diplosegmencie tułowia. Rozpoznane u części gatunków pola oczne złożone były z wielu oczu prostych ustawionych w liczne rzędy.
Do Archipolypoda należą 4 rzędy:
- Archidesmida Wilson et Anderson 2004
- Cowiedesmida Wilson et Anderson 2004
- Euphoberiida Hoffman, 1969
- Palaeosomatida Hannibal et Krzeminski, 2005

oraz 5 gatunków i rodzajów niesklasyfikowanych do żadnego z nich:
- Albadesmus almond Wilson et Anderson 2004
- Anaxeodesmus diambonotus Wilson 2005
- Anthracodesmus macconochiei, Peach, 1899
- Palaeodesmus tuberculata (Brade-Birks, 1923)
- Pneumodesmus newmani Wilson et Anderson 2004